# Spelartrupper under världsmästerskapet i handboll för herrar 1974
Den här artikeln innehåller alla trupper till Världsmästerskapet i handboll för herrar 1974 som spelades dåvarande Östtyskland mellan 28 februari och 10 mars 1974.

## Världsmästarna -Rumänien
- Förbundskapten:  Nicolae Nedef
- Alexandru Dincă
- Ştefan Orban
- Cornel Penu
- Ştefan Birtalan
- Liviu Bota
- Adrian Cosma
- Cristian Gaţu
- Mircea Grabovschi
- Roland Gunesch
- Gabriel Kicsid
- Gheorghe Licu
- Dan Marin
- Mircea Ştef
- Werner Stöckl
- Constantin Tudose
- Radu Voina

## Silver -Östtyskland
- Förbundskapten:  Heinz Seiler
- Siegfried Voigt
- Klaus Weiß
- Wieland Schmidt
- Reiner Ganschow
- Peter Rost
- Wolf-Dietrich Neiling
- Wolfgang Böhme
- Wolfgang Lakenmacher
- Hans Engel
- Joachim Pietzsch
- Josef Rose
- Axel Kählert
- Jürgen Hildebrandt
- Jürgen Rost
- Lothar Doering
- Dietmar Schmidt

## Brons -Jugoslavien
- Förbundskapten:  Ivan Snoj
- Abas Arslanagić
- Željko Nimš
- Čedomir Bugarski
- Petar Fajfrić
- Hrvoje Horvat
- Đorđe Lavrnić
- Milan Lazarević
- Zdravko Miljak
- Slobodan Mišković
- Radisav Pavićević
- Bogosav Perić
- Branislav Pokrajac
- Nebojša Popović
- Zdravko Rađenović
- Zvonimir Serdarušić
- Zdenko Zorko

## Nionde plats -Västtyskland
- Förbundskapten:  Horst Käsler
- Michael Dogs
- Klaus Kater
- Wilfried Meyer
- Wolfgang Braun
- Peter Bucher
- Joachim Deckarm
- Hans-Günther Schmidt
- Klaus Westebbe
- Armin Emrich
- Burkhard Gröning
- Heiner Möller
- Hans Kramer
- Bernd Munck
- Horst Spengler
- Herbert Wehnert
- Gerd Welz